# Treballs d'amors perduts
Treballs d'amors perduts  (títol original: Love's Labour's Lost) és una pel·lícula musical britànica, dirigida i interpretada per Kenneth Branagh. Ha estat doblada al català
Presentada el 14 de febrer de 2000 fora de competició a la Berlinale 2000. La peça homònima de William Shakespeare és per primera vegada portada a la pantalla però és la 4a obra del dramaturg anglès adaptada per Kenneth Branagh, després de Henry V l'any 1989, Molt soroll per no res l'any 1993 i Hamlet l'any 1996. El director és igualment actor en una altra adaptació cinematogràfica d'una peça de Shakespeare deguda a Oliver Parker, Othello l'any 1995, on fa el paper de Iago.

## Argument
L'acció té lloc l'any 1939 al tribunal de Ferran, rei de Navarra mentre esclata la Segona Guerra Mundial a Europa. El sobirà i els seus tres fidels companys, Longaville, Dumaine i Berowne, desitjosos de consagrar els tres propers anys als seus estudis, es comprometen, per un jurament solemne, a renunciar a tota frivolitat, a la companyia femenina, a fer dejuni una vegada per setmana i a dormir només 3 hores de nit.
No obstant això, quan la filla del rei de França acompanyada de tres encantadores donzelles de companyia, arriba en visita oficial amb la finalitat d'iniciar discussions en el cas de l'estatut d'Aquitània, el pacte corre el risc de trencar-se. En efecte, Ferran i els seus amics cauen ràpidament sota l'encant de les quatre joves...

## Repartiment
- Alessandro Nivola: el rei Ferran
- Alicia Silverstone: la princesa
- Natascha McElhone: Rosaline
- Kenneth Branagh: Berowne
- Carmen Ejogo: Maria
- Matthew Lillard: Longaville
- Adrian Lester: Dumaine
- Emily Mortimer: Katherine
- Richard Briers: Sir Nathaniel
- Geraldine McEwan: Holofernia
- Stefania Rocca: Jacquanetta
- Jimmy Yuill: Constable Dull
- Nathan Lane: Costard
- Timothy Spall: Armado